# Spirit (álbum de Leona Lewis)
Spirit —español: «Espíritu»— es el álbum debut de la cantante inglesa Leona Lewis, lanzado al público por Sony BMG en noviembre de 2007 en el Reino Unido y mundialmente a principios de 2008. El lanzamiento del álbum marcó a Leona como la primera ganadora de un programa de televisión en los países de Estados Unidos y Reino Unido en ser lanzada a la fama internacional con un álbum debut.
Spirit difundió siete sencillos, entre ellos dos de una reedición del álbum. El primer sencillo «Bleeding Love» llegó a posicionarse número uno en las listas de 34 países, convirtiéndose en uno de los sencillos más vendidos por una mujer de todos los tiempos. Fue nominado a la Mejor Interpretación Vocal Pop Femenina y Álbum del Año en los Premios Grammy y como el Sencillo Británico en los BRIT Awards de 2008. Su sencillo siguiente «Better in Time» también le fue bien, trazando entre los diez primeros en trece países y alcanzando el número once en los EE. UU. Después de una actuación buena acogida de «Run», un cover de Snow Patrol, Lewis grabó una versión de estudio para el relanzamiento del álbum, Spirit - Deluxe Edition, que debutó en el número uno de Reino Unido.

## Información del álbum
En diciembre de 2006, Lewis ganó la tercera competencia del show británico, The X Factor, ella obtuvo un monto de £1 millón de dólares y un contrato con Sony BMG, con Simon Cowell como el principal ejecutivo.

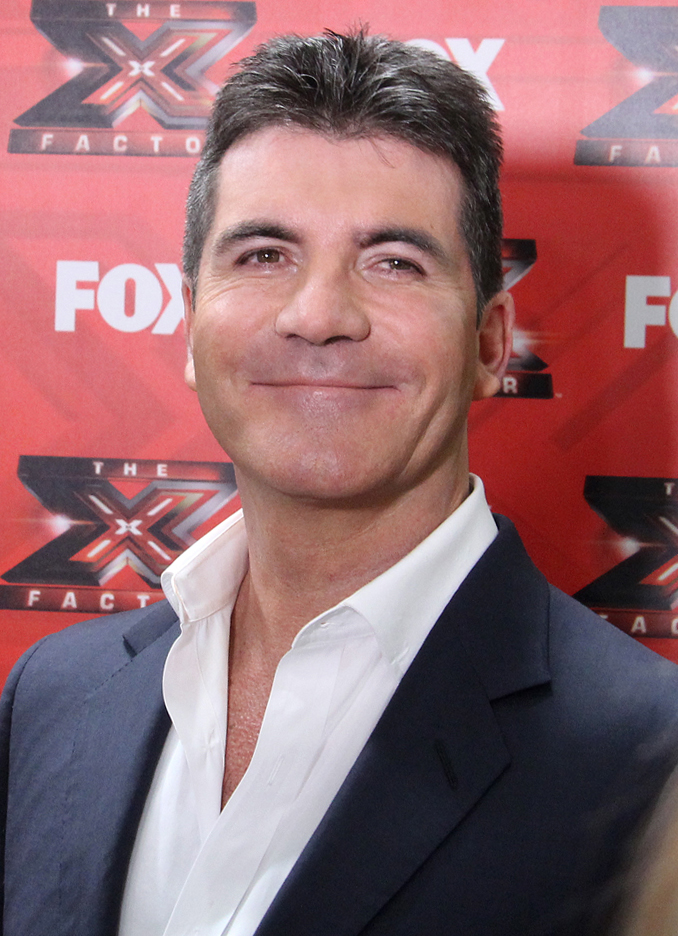
Simon Cowell, productor ejecutivo del álbum.

El 25 de abril de 2007, se lanzó una conferencia de prensa la cual reveló que Simon Cowell y Clive Davis fundadores de CEO, J Records trabajarían juntos en la canción y en la selección de un productor para el álbum. La escritura empezó en Londres con Steve Mac y después se trasladó a Atlanta, Los Ángeles y Miami. Después Leona realizó una presentación frente a varios músicos norteamericanos en el Beverly Hilton Hotel in Beverly Hills, California. El álbum fue retrasado debido a que Leona sufrió de amigdalitis y también porque varios productores no tenían el tiempo suficiente. Varias páginas de internet tenían un lanzamiento para septiembre del 2007, pero no ocurrió y finalmente fue lanzado el 9 de noviembre de 2007.
Tanto fue el éxito, que en 2008 el álbum fue relanzado en una versión de lujo que incluye tres nuevas canciones y dos nuevos sencillos de promoción «Forgive Me«» y «Run».
Este primer álbum tiene más de 8.5 millones de copias vendidas en la actualidad.

## Grabación y producción
Lewis grabó el álbum en varios lugares y por primera vez en Londres, Inglaterra, donde trabajó con Steve Mac, que produjo las canciones «Homeless» y «Footprints in the Sand». «Homeless» fue escrito por Jörgen Elofsson, y fue grabado previamente por el sueco cantante Darin. «Footprints in the Sand» fue escrita por Per Magnusson, David Kreuger, Richard Page y Simon Cowell. La canción es una adaptación del poema cristiano "Footprints", y Lewis comentó: "Originalmente se trataba de un poema, es muy inspirador, así que lo puso en una canción que creo que es muy conmovedora, con una letra muy emocional y realmente me encanta cantar esta canción", a Cowell se le ocurrió la idea de la base y le pidió a Kreuger y Magnusson si podrían escribir algo frente a este tema. Se llevaron la idea a una sesión de composición del par que ya habían programado con Page en su casa de Malibú, California y terminaron la canción el día siguiente. Cuando Cowell menciona el concepto de la canción de Lewis, dice que podría ser "bastante interesante".
En Los Ángeles, California, Lewis se unió al cantante de OneRepublic, Ryan Tedder, con el que grabó dos canciones, «Bleeding Love» y «Take a Bow». En febrero de 2007, el cantante de OneRepublic y el cantante y compositor pop Jesse McCartney escribieron la canción «Bleeding Love», para el tercer álbum de estudio de McCartney. Sin embargo, su sello discográfico Hollywood Records, no aceptaron la creación. Tedder creía que era una "enorme" canción y la compañía discográfica estaba "fuera de su mente". McCartney quería conservarlo para sí mismo como él tenía un apego personal a la canción, pero Tedder sentía que no iba a funcionar para él. Tedder había hecho previamente la decisión de no trabajar con los concursantes de la competencia American Idol, pero no había oído hablar de The X Factor. Después de ver una página web sobre Lewis, pensó que "su voz sonaba irreal", diciendo que "desde la perspectiva de un escritor, esta chica - con o sin un programa de televisión -. Tiene una de las mejores voces que he escuchado". Al oír que Cowell estaba buscando canciones para el álbum debut de Lewis, Tedder reordenó «Bleeding Love», y cambió el estilo que tenía para que se adaptara a su voz. «Take a Bow» fue escrita y producida por Tedder, Louis Biancaniello, Wayne Wilkins y Sam Watters. Watters y Biancaniello también escribieron «Yesterday», con Jordania Omley, Mani Michael, y Nina Woodford. «Better in Time» fue grabado en Los Ángeles con el productor JR Rotem, quien escribió la canción junto con Andrea Martin. «I Will Be» es un cover de una canción de Avril Lavigne, escrito por Lavigne, Dr. Luke y Max Martin, que fue lanzado como un bonus track de iTunes y en la edición limitada de su álbum The Best Damn Thing. «The Best You Never Had» también fue grabada en Los Ángeles, escrita y producida por Billy Steinberg y Josh Alexander, «The First Time Ever I Saw Your Face», es una versión de la canción de Ewan MacColl, que se registró tanto en Atlanta y Los Ángeles. Fue producido por Wayne Wilkins, Sam Watters y Louis Biancaniello. «I'm You» fue grabado en Atlanta con Ne-Yo, «Angel», una producción de Stargate, fue escrito por él mismo, Espen Lind, Amund Bjørklund y Johnta Austin, y grabado en Nueva York.
Lewis coescribió «Here I Am» con Walter Afanasieff y James Brett en Los Ángeles. Lewis quería participar en el proceso de escritura, y dijo que Cowell le permitió hacerlo, ya que era "su disco". Ella señaló que "no he dado una fórmula a seguir. tuve el tiempo para encontrar a mis pies y co-escribir una gran cantidad de material. he aprendido mucho y Simon y Clive realmente me escuchan". En Atlanta, Georgia, Lewis trabajó con los productores Alonzo "Novel" Stevenson y Dallas Austin en la canción «Whatever It Takes», que coescribió Lewis junto con Novel y Tony Reyes. En Miami, Florida, Lewis trabajó con Salaam Remi en al canción «Forgiveness». Fue escrita por Lewis, Remi y Kara DioGuardi. El sencillo debut de Lewis, una versión de Kelly Clarkson «A Moment Like This», se incluye como bonus track en las ediciones del álbum en el Reino Unido, Irlanda y Japón. Dos nuevas canciones fueron grabadas en 2008 con el fin de tener más público norteamericano: «Forgive Me», que fue escrito y producido por Akon y «Misses Glass» escrito por Mad Scientist y RockCity. En una entrevista con Digital Spy, Lewis explicó: "Yo quería hacer algo un poco diferente y tuve la oportunidad de trabajar con Akon. Estoy muy contenta por que es muy genial y diferente, en lugar de lo que siempre hago."

## Lanzamiento
Spirit fue relanzado el 17 de noviembre de 2008 en Reino Unido, seguido de la publicación del sencillo «Forgive Me». En su versión americana incluye las canciones «Misses Glass» y una versión de Snow Patrol en «Run». En una edición exclusiva con tracks adicionales, incluye un DVD con todos los videos musicales de Lewis, excluyendo «Run». La versión de lujo del álbum fue lanzada el 3 de febrero de 2009 en los Estados Unidos, incluyendo tres b-sides del sencillo «Run». El mismo álbum incluye un DVD con todos los videos musicales de Lewis, excepto «A Moment Like This».

## Recepción

### Crítica
Spirit recibió críticas positivas de la mayoría de los críticos de música en su lanzamiento. En Metacritic, le asignan una calificación normalizada de 100% a los comentarios de los críticos principales, el álbum recibió una puntuación promedio del 65%, basado en 13 comentarios, que indica "generalmente comentarios favorables ". Chad Grischow del IGN describe al álbum como el "escaparate perfecto para las fantásticas habilidades de Lewis", alabando su habilidad para cantar dos canciones optimistas y "tiernas baladas de piano". Sarah-Louise James de Daily Star dio una crítica positiva, diciendo: "Los dulces fans de ella no se sentirán decepcionados". Chris Elwell-Sutton del Evening Standard dijo que Spirit será "un álbum de gran éxito con algunos granos muy necesarios". Nick Levine del sitio Digital Spy le entregó al álbum cuatro de cinco estrellas, afirmando que aunque Lewis tenía una paleta de diferentes fabricantes que trabajaron con ella, se las arreglaron para evitar que suene "demasiado rancio o pasado de moda". Stephen Thomas Erlewine de Allmusic dijo que "Lewis puede golpear esas grandes notas, pero hacer que parezca fácil, no forzar la voz y la construcción muy bien al clímax a diferencia de la mayoría de las divas, no es una cualidad humana en su voz, ya que es cantando la canción, no cantarle a su voz". Además lo comparó con el álbum debut de Mariah Carey, pero criticó el sonido tradicional. Según Popjustice, "Spirit tiene cuatro pistas absolutamente cegadoras en ella, tres mucho mejor que las pistas medias en ella, y algunos otros que son bastante buenos. No hay canciones totalmente crónicas sobre el Spirit, aparte de «A Moment Like This»". Sarah Rodman del Boston Globe elogió a Lewis por la capacidad de hacer canciones anodinas, diciendo: "las pistas están impecablemente cuidadas, super - melódico y ofrece letras sobre las distintas agonías y éxtasis de amor que son nada especial en sí misma, sino alcanzar niveles nucleares amenazantes de desesperación gracias a la voz de Lewis".
Lyndsey Winship de la BBC Music complementa la capacidad vocal de Lewis, pero percibe una falta de "ganchos, la innovación y la personalidad". Sobre las vocales de Lewis, Robert Christgau comentó: "El sutil aleteo de sus mejores melismatics podría dar a una persona de mente abierta, la piel de gallina. Sin embargo, son los habituales showoff BS y probablemente también un requisito previo comercial, como no tener labio leporino". Sal Cinquemani de Slant Magazine elogió la voz de Lewis, pero criticó a la mezcla de estilos dentro del álbum. Nate Chinen del New York Times, sintió que el disco no está a la altura de los estándares del primer sencillo «Bleeding Love», pero tuvo éxito en la exhibición de las capacidades vocales de Lewis. Caroline Sullivan de The Guardian quedó decepcionada y dijo que "[Lewis] claramente ha invertido todos los desechos de la energía en estos temas [...], y si hay una personalidad aquí, está bien escondida". Victoria Segal de The Times elogió la voz de Lewis, pero criticó la música, diciendo: "[Lewis] tiene una voz potente, pero en Spirit parece haber paralizado sus colaboradores de manera creativa. en lugar de aprovechar la oportunidad para elaborar formas nuevas y emocionantes, que ha sido atrapado en una gran vitrina spotlit, que gira lentamente y bastante aburrido en un cojín de terciopelo de baladas mullido". Concluyó diciendo: "Si Lewis está buscando el amor más grande de todos - la adoración pública -. Tendrá que hacerlo mejor que esto".

### Reconocimientos
En los Brit Awards de 2008, Lewis fue nominada a cuatro premios, incluyendo Mejor interpretación femenina, Revelación Británica y Álbum Británico del año, y era la favorita para ganar la mayoría de los premios, sin embargo, ella se fue de la ceremonia con las manos vacías. Durante el mismo año obtuvo tres nominaciones a los premios Grammy, incluyendo al Mejor álbum Vocal Pop. En los premios Music of Black Origin Awards, Spirit ganó el premio MOBO por Mejor Álbum y Lewis fue nominada a la Mejor Mujer de Reino Unido. El álbum fue nominado en los MTV Europe Music Awards como el álbum del año, mientras que Lewis ganó como Mejor artista en UK e Irlanda. Spirit ganó el Mejor Álbum de 2008 en los premios Urban Music Awards, y fue nominada a Peor álbum en los premios NME. En diciembre de 2008 Lewis fue nombrada mejor Artista Nuevo por la revista Billboard. Por otra parte, Lewis fue nominada como Artista Breakout en Teen Choice Awards de 2008, y ganó el World Music Awards como Mejor Artista Nuevo y Mejor Artista Pop Femenino. A fines de año fue galardonada con el Premio de la estrella fugaz de Bambi.

## Promoción

### Presentaciones
El 24 de septiembre de 2007, Lewis presentó el álbum en una fiesta en el hotel Mandarin Oriental ubicado en Knightsbridge, London. Ella presentó «Bleeding Love», «The First Time Ever I Saw Your Face», «Homeless» y «Whatever It Takes». Lewis hizo una pequeña participación de dos días en el two-day UK para promocionar el sencillo «Bleeding Love» el 11 y 12 de octubre. A esto le sigue su aparición en This Morning el 15 de octubre. Lewis presentó «Bleeding Love» en la cuarta temporada de The X Factor el 20 de octubre de 2007. Desde el 29 de octubre, Lewis asistió a la BBC Radio 2. En noviembre de 2007 ella presentó «Bleeding Love» y la versión de Snow Patrol «Run» en la BBC Radio 1. Lewis presentó «Bleeding Love» y «The First Time Ever I Saw Your Face» en Saturday Night Divas. Durante febrero y marzo de 2008, Lewis promocionó el álbum en Europa. En febrero, Lewis hizo su debut en la TV Norteamericana, presentándose en The Oprah Winfrey Show e intérpretando su éxito «Bleeding Love». Desde marzo hasta abril, Lewis hizo variadas apariciones en programas norteamericanos como; The Tonight Show with Jay Leno, The Ellen DeGeneres Show, Jimmy Kimmel Live!, Tyra Banks Show, Good Morning America, Late Show with David Letterman y TRL, además incluyendo una aparición en American Idol y seguido de una pequeña gira promocional en Australia.
En noviembre de 2009, fechas en Reino Unido e Irlanda fueron confirmadas por Lewis como parte de su tour debut, incluyendo canciones de su segundo álbum Echo.

### Sencillos

#### «A Moment Like This»

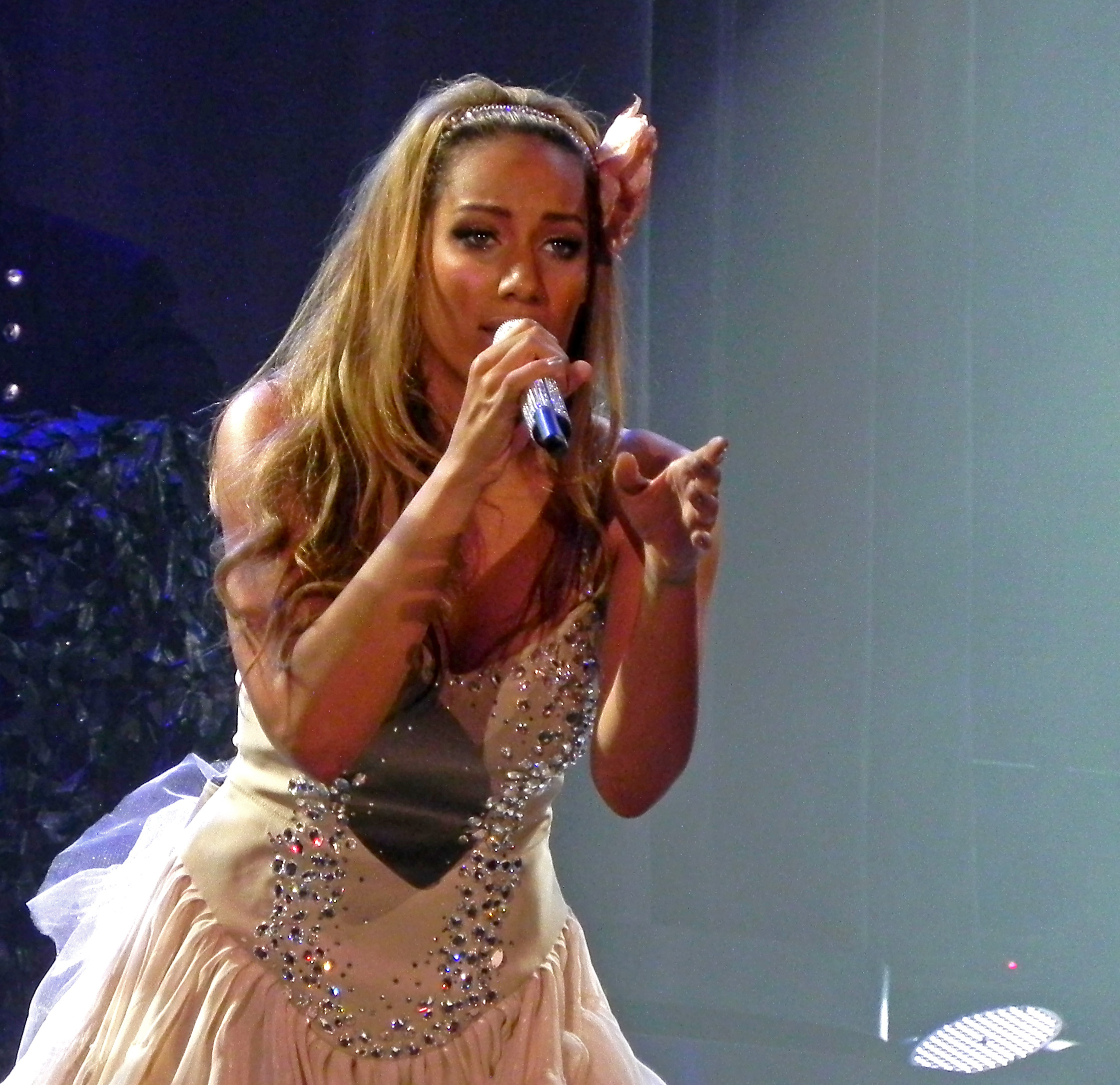
Lewis en el The Labyrinth Tour.

Estuvo disponible para su descarga digital en Reino Unido e Irlanda desde la media noche del 17 de diciembre de 2006, después de que Lewis fuese la ganadora de la tercera temporada de The X Factor. El sencillo se convirtió en uno de los más descargados en el Reino Unido, con 50,000 veces a sólo treinta minutos de la publicación. El 24 de diciembre de 2006, «A Moment Like This» fue coronado como el mejor sencillo de Navidad en el Reino Unido y se ubicó en el primer lugar de la lista UK Singles Chart por cuatro semanas y en la Irish Singles Chart por seis semanas. Se convirtió en el segundo sencillo más vendido del 2006, detrás de «Crazy» del cantante Gnarls Barkley y fue certificado platino por la British Phonographic Industry.

#### «Bleeding Love»
«Bleeding Love» fue lanzado en octubre de 2007 en Reino Unido e Irlanda, seguido de su lanzamiento mundial, cerca del 2008. Al estreno, ingresó a la lista UK Singles chart en el número uno por siete semanas, con ventas de 218,000 copias convirtiéndose en la canción con mayor venta del 2007 hasta la fecha. Tuvo un impacto comercial muy importante, logrando el número uno en treinta y tres países, incluyendo Estados Unidos, en dónde Lewis se convirtió en la segunda mujer británica en colocar un número uno en aquel país, sólo después de «You Keep Me Hangin' On» de Kim Wilde en el año 1987. Escrita por Jesse McCartney y Ryan Tedder, la canción fue inicialmente creada para el tercer álbum solista de McCartney, pero el sello discográfico no la aprobó, por lo que Tedder decidió que Lewis debía ser la voz de la canción. La crítica alabó la voz de Lewis, además recibió dos nominaciones al Grammy por "Grabación del año" y "Mejor presentación vocal pop femenina", incluyendo una nominación en los BRIT Awards como "Mejor sencillo".

#### «Better in Time» y «Footprints in the Sand»

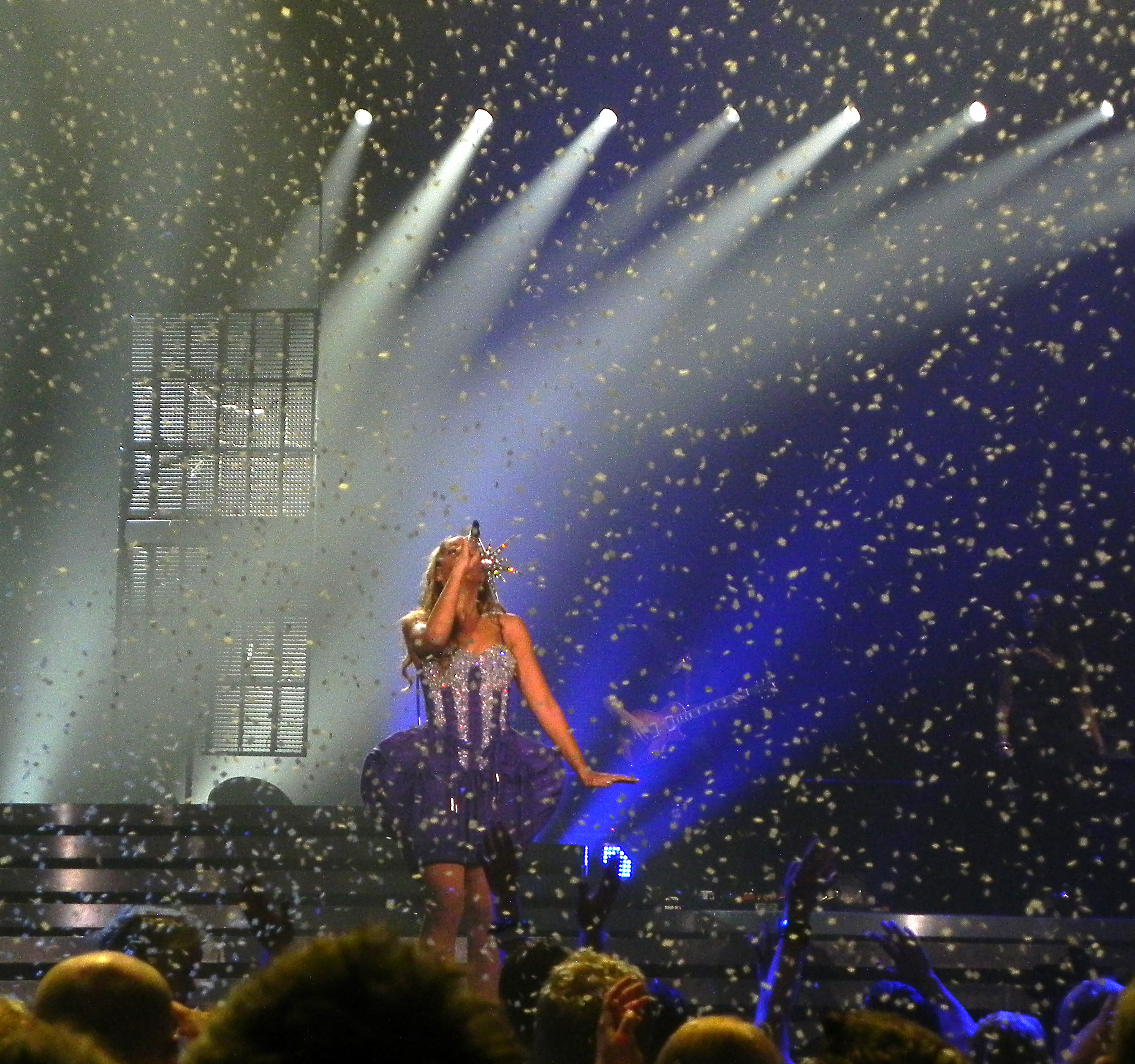
Lewis en el The Labyrinth Tour.

«Better in Time» fue publicado como el segundo sencillo a nivel mundial del álbum. Lanzado en marzo del 2008 en Reino Unido y durante el verano del mismo año alrededor del mundo. En Reino Unido fue publicado con «Footprints in the Sand» como A-Side. El sencillo alcanzó el puesto número dos en UK, y fue certificado plata por la BPI. Alcanzó el top diez en treinta y cuatro países, y el número siete en la Billboard Hot 100. La canción recibió críticas positivas, y fue nominado como "Mejor sencillo del 2009" en los BRIT Awards.

#### «Forgive Me»
«Forgive Me» fue publicado entre julio y septiembre del 2008 en Europa, Australia, Nueva Zelanda y Japón como el primer sencillo de la versión relanzada de Spirit. Alcanzó el número cinco en Reino Unido e ingresó al top diez de Irlanda, Italia, Suecia y Turquía.

#### «Run»
«Run» fue lanzado sólo para la descarga digital en Reino Unido e Irlanda en noviembre de 2008, y después alrededor del mundo. Para la promoción del sencillo, Lewis se presentó en vivo en el The Jo Whiley Show. Luego de su publicación ingresó a la UK Singles Chart en donde estuvo en el número uno por dos semanas, otorgándole a Lewis su tércer número uno en el país. Además se ubicó en el número uno en Austria e Irlanda y alcanzó el top diez en Finlandia, Alemania y Suecia.

#### «I Will Be»
El último sencillo del álbum «I Will Be» fue publicado en enero de 2009, sólo en el Norte de América, alcanzando el número sesenta y seis en la Billboard Hot 100 y el número ochenta y tres en Canadá.

## Listado de canciones
- Edición estándar

| Spirit |                                       |                                          |          |  |
| N.º    | Título                                | Productor(es)                            | Duración |  |
| 1.     | «Bleeding Love»                       | Ryan Tedder                              | 04:23    |  |
| 2.     | «Whatever It Takes»                   | Dallas Austin, Novel                     | 03:27    |  |
| 3.     | «Homeless»                            | Steve Mac                                | 03:50    |  |
| 4.     | «Better in Time»                      | J. R. Rotem                              | 03:54    |  |
| 5.     | «Yesterday»                           | The Jam, The Runaways                    | 03:54    |  |
| 6.     | «Take a Bow»                          | The Runaways, Wayne Wilkins, Ryan Tedder | 03:54    |  |
| 7.     | «I Will Be»                           | Dr. Luke                                 | 03:59    |  |
| 8.     | «Angel»                               | StarGate                                 | 04:14    |  |
| 9.     | «Here I Am»                           | Walter Afanasieff                        | 04:52    |  |
| 10.    | «I'm You»                             | Eric Hudson                              | 03:48    |  |
| 11.    | «The Best You Never Had»              | Billy Steinberg, Josh Alexander          | 03:43    |  |
| 12.    | «The First Time Ever I Saw Your Face» | Wayne Wilkins, The Runaways              | 04:26    |  |
| 13.    | «Footprints in the Sand»              | Steve Mac                                | 04:09    |  |

| Spirit (North American iTunes bonus tracks) |                               |                                 |          |  |
| N.º                                         | Título                        | Productor(es)                   | Duración |  |
| 14.                                         | «The Best You Never Had»      | Billy Steinberg, Josh Alexander | 03:42    |  |
| 15.                                         | «You Bring Me Down»           | Salaam Remi, Taj Jackson        | 03:54    |  |
| 16.                                         | «Bleeding Love» (Music Video) |                                 | 04:38    |  |

- Edición de lujo

| Spirit (Deluxe Version) |                                       |                                          |          |  |
| N.º                     | Título                                | Productor(es)                            | Duración |  |
| 1.                      | «Bleeding Love»                       | Ryan Tedder                              | 04:23    |  |
| 2.                      | «Whatever It Takes»                   | Dallas Austin, Novel                     | 03:27    |  |
| 3.                      | «Homeless» (2008 Version)             | Steve Mac                                | 03:50    |  |
| 4.                      | «Better in Time» (Single Mix)         | J. R. Rotem                              | 03:52    |  |
| 5.                      | «Yesterday»                           | The Jam, The Runaways                    | 03:54    |  |
| 6.                      | «Take a Bow»                          | The Runaways, Wayne Wilkins, Ryan Tedder | 03:54    |  |
| 7.                      | «I Will Be»                           | Dr. Luke                                 | 03:59    |  |
| 8.                      | «Angel»                               | StarGate                                 | 04:14    |  |
| 9.                      | «Here I Am»                           | Walter Afanasieff                        | 04:52    |  |
| 10.                     | «I'm You»                             | Eric Hudson                              | 03:48    |  |
| 11.                     | «The Best You Never Had»              | Billy Steinberg, Josh Alexander          | 03:43    |  |
| 12.                     | «The First Time Ever I Saw Your Face» | Wayne Wilkins, The Runaways              | 04:26    |  |
| 13.                     | «Footprints in the Sand» (Single Mix) | Steve Mac                                | 03:56    |  |
| 14.                     | «A Moment Like This»                  | Steve Mac                                | 04:17    |  |
| 15.                     | «Forgive Me»                          | Akon                                     | 03:39    |  |
| 16.                     | «Misses Glass»                        | MaddScientist                            | 03:40    |  |
| 17.                     | «Run»                                 | Steve Robson                             | 05:12    |  |

| Spirit (Japanese bonus tracks) |                     |                             |          |  |
| N.º                            | Título              | Productor(es)               | Duración |  |
| 18.                            | «Forgiveness»       | Salaam Remi, Kara DioGuardi | 04:17    |  |
| 19.                            | «You Bring Me Down» | Salaam Remi, Taj Jackson    | 03:54    |  |

| Spirit (International bonus DVD) |                                         |                  |          |  |
| N.º                              | Título                                  | Director         | Duración |  |
| 1.                               | «Bleeding Love» (International Edition) | Melina Matsoukas | 04:23    |  |
| 2.                               | «Bleeding Love» (US Edition)            | Jessy Terrero    | 04:38    |  |
| 3.                               | «Better in Time»                        | Sophie Muller    | 03:58    |  |
| 4.                               | «Footprints in the Sand»                | Sophie Muller    | 03:59    |  |
| 5.                               | «Forgive Me»                            | Wayne Isham      | 03:28    |  |
| 6.                               | «A Moment Like This»                    | JT               | 04:17    |  |

| Spirit (North American bonus DVD) |                              |                  |          |  |
| N.º                               | Título                       | Director         | Duración |  |
| 1.                                | «Bleeding Love» (US Edition) | Jessy Terrero    | 04:38    |  |
| 2.                                | «Bleeding Love» (UK Edition) | Melina Matsoukas | 04:23    |  |
| 3.                                | «Better in Time»             | Sophie Muller    | 03:57    |  |
| 4.                                | «Footprints in the Sand»     | Sophie Muller    | 03:52    |  |
| 5.                                | «Forgive Me» (UK Edition)    | Wayne Isham      | 03:28    |  |
| 6.                                | «Run»                        | Jake Nava        | 03:50    |  |
| 7.                                | «I Will Be»                  | Sophie Muller    | 04:26    |  |

## Posicionamiento en las listas
El 19 de noviembre de 2007 Spirit hizo su debut en la lista más importante del Reino Unido, UK Albums Chart en el número uno con ventas de 375,872 copias, convirtiéndose así en el álbum mejor vendido de UK en sólo una semana, dejando atrás al cantante Arctic Monkeys con su álbum Whatever People Say I Am, That's What I'm Not (2006).
Spirit ingresó a la Irish Albums Chart en el número uno, convirtiéndose en el álbum mejor vendido de la historia en Irlanda, dejando atrás al también cantante Arctic Monkeys con un margen de 6,000 copias. Se convirtió en el álbum más vendido del 2007 en el país y el cuarto álbum más vendido en 2008. La versión normal ha sido certificada platino siete veces.
En los Estados Unidos, Spirit se convirtió en el primer y único álbum número uno de Lewis en la Billboard 200, vendiendo alrededor de 208,607 copias en su primera semana de ventas, además de ser el álbum más vendido por un británico en el país.

## Rankings

### Semanales
| País              | Medio u organización publicadora | Ranking         | Posición | Ref.            |
| ----------------- | -------------------------------- | --------------- | -------- | --------------- |
| América           |                                  |                 |          |                 |
| Canadá            | Billboard                        | Canadian Albums | 1        | [ 97 ]          |
| Estados Unidos    | Billboard                        | Billboard 200   | 1        | [ 98 ] [ 99 ]   |
| México            | AMPROFON                         | Top 100 álbumes | 69       | [ 100 ] [ 101 ] |
| Asia              |                                  |                 |          |                 |
| Japón             | Oricon                           | Top 100 álbumes | 5        | [ 102 ]         |
| Europa            |                                  |                 |          |                 |
| Alemania          | BVMI                             | Top 100 álbumes | 1        | [ 102 ]         |
| Austria           | Ö3 Hitradio                      | Top 75 álbumes  | 1        | [ 103 ]         |
| Bélgica (Flandes) | Ultratop                         | Top 100 álbumes | 21       | [ 102 ]         |
| Bélgica (Valonia) | Ultratop                         | Top 100 álbumes | 14       | [ 102 ]         |
| Dinamarca         | Hitlisten                        | Top 40 álbumes  | 3        | [ 104 ]         |
| España            | PROMUSICAE                       | Top 100 álbumes | 26       | [ 105 ]         |
| Finlandia         | YLE                              | Top 40 álbumes  | 14       | [ 106 ]         |
| Francia           | SNEP                             | Top 200 álbumes | 21       | [ 102 ]         |
| Grecia            | IFPI Grecia                      | Top 75 álbumes  | 3        | [ 107 ]         |
| Hungría           | Mahasz                           | Top 40 álbumes  | 22       | [ 108 ]         |
| Irlanda           | IRMA                             | Top 75 álbumes  | 1        | [ 109 ]         |
| Italia            | FIMI                             | Top 100 álbumes | 5        | [ 110 ]         |
| Polonia           | ZPAV                             | Top 50 álbumes  | 4        | [ 111 ]         |
| Portugal          | AFP                              | Top 30 álbumes  | 12       | [ 102 ]         |
| Reino Unido       | OCC                              | Top 100 álbumes | 1        | [ 102 ]         |
| Reino Unido       | OCC                              | R&B álbumes     | 7        | [ 112 ]         |
| Suecia            | Sverigetopplistan                | Top 60 álbumes  | 2        | [ 102 ]         |
| Suiza             | Swiss Music Charts               | Top 100 álbumes | 3        | [ 102 ]         |
| Europa            | Billboard                        | Top 100 álbumes | 1        | [ 113 ]         |
| Oceanía           |                                  |                 |          |                 |
| Australia         | ARIA                             | Top 50 álbumes  | 1        | [ 102 ]         |
| Nueva Zelanda     | RIANZ                            | Top 40 álbumes  | 1        | [ 102 ]         |

| Predecesor: Troubadour de George Strait | Billboard 200 - Álbum n° 1 26 de abril de 2008 | Sucesor: E=MC² de Mariah Carey |

## Certificaciones
| País              | Organismo certificador | Certificación              | Ventas certificadas | Simbolización | Ref.    |
| ----------------- | ---------------------- | -------------------------- | ------------------- | ------------- | ------- |
| América del Norte |                        |                            |                     |               |         |
| Canadá            | CRIA                   | Disco de platino           | 80 000              |               | [ 114 ] |
| Estados Unidos    | RIAA                   | Disco de platino           | 1 000 000           |               | [ 115 ] |
| Asia              |                        |                            |                     |               |         |
| Japón             | RIAJ                   | Disco de oro               | 100 000             |               | [ 116 ] |
| Europa            |                        |                            |                     |               |         |
| Alemania          | BVMI                   | Doble disco de oro         | 200 000             |               | [ 117 ] |
| Austria           | IFPI Austria           | Disco de platino           | 15 000              |               | [ 118 ] |
| Bélgica           | BEA                    | Disco de oro               | 15 000              |               | [ 119 ] |
| Francia           | SNEP                   | Disco de oro               | 50 000              |               | [ 120 ] |
| Grecia            | IFPI Grecia            | Disco de oro               | 6 000               |               | [ 121 ] |
| Hungría           | Mahasz                 | Disco de oro               | 5 000               |               | [ 122 ] |
| Irlanda           | IRMA                   | Cuádruple disco de platino | 60 000              |               | [ 123 ] |
| Italia            | FIMI                   | Disco de oro               | 30 000              |               | [ 124 ] |
| Polonia           | ZPAV                   | Disco de oro               | 30 000              |               | [ 125 ] |
| Reino Unido       | BPI                    | Décuple disco de platino   | 3 334 653           |               | [ 126 ] |
| Rusia             | NFPF                   | Disco de oro               | 10 000              |               | [ 127 ] |
| Suecia            | IFPI Suecia            | Doble disco de platino     | 40 000              |               | [ 128 ] |
| Suiza             | GLF                    | Disco de oro               | 20 000              |               | [ 129 ] |
| Europa            | IFPI                   | Cuádruple disco de platino | 4 000 000           |               | [ 130 ] |
| Australasia       |                        |                            |                     |               |         |
| Australia         | ARIA                   | Disco de platino           | 70 000              |               | [ 131 ] |
| Nueva Zelanda     | RIANZ                  | Disco de platino           | 15 000              |               | [ 132 ] |

## Lanzamientos
| País o estado              | Fecha                   | Sello        | Edición(es)       | Ref.    |
| -------------------------- | ----------------------- | ------------ | ----------------- | ------- |
| Historial de publicaciones |                         |              |                   |         |
| Irlanda                    | 9 de noviembre de 2007  | Syco Music   | Estándar y deluxe |         |
| Reino Unido                | 12 de noviembre de 2007 | Syco Music   | Estándar y deluxe | [ 133 ] |
| Suecia                     | 23 de enero de 2008     | Sony BMG     | Estándar y deluxe | [ 134 ] |
| Nueva Zelanda              | 25 de enero de 2008     | Syco Music   | Estándar y deluxe | [ 135 ] |
| Corea                      | 25 de enero de 2008     | Sony BMG     | Estándar y deluxe | [ 136 ] |
| Alemania                   | 25 de enero de 2008     | Sony BMG     | Estándar y deluxe | [ 137 ] |
| Australia                  | 26 de enero de 2008     | Sony BMG     | Estándar y deluxe | [ 138 ] |
| España                     | 19 de febrero de 2008   | Epic Records | Estándar y deluxe | [ 139 ] |
| México                     | 24 de marzo de 2008     | Sony BMG     | Estándar y deluxe | [ 140 ] |
| Canadá                     | 8 de abril de 2008      | Sony BMG     | Estándar y deluxe | [ 141 ] |
| Estados Unidos             | 8 de abril de 2008      | Sony BMG     | Estándar y deluxe | [ 142 ] |
| Japón                      | 23 de abril de 2008     | BMG Japón    | Estándar y deluxe | [ 143 ] |